# Tomomi Musembi Takamatsu
Tomomi Musembi Takamatsu (japanisch 髙松智美ムセンビ Takamatsu Tomomi Musembi; * 23. Februar 2000) ist eine japanische Mittel- und Langstreckenläuferin.

## Sportliche Laufbahn
International trat Tomomi Musembi Takamatsu bei den Crosslauf-Weltmeisterschaften 2017 in Kampala erstmals in Erscheinung. Dort belegte sie in 20:24 min den 15. Platz in der U20-Wertung. Im Jahr darauf gewann sie bei den Juniorenasienmeisterschaften in Gifu 4:21,65 min die Silbermedaille und wurde bei den U20-Weltmeisterschaften in Tampere in 15:55,74 min Siebte im 5000-Meter-Lauf. Bei den Asienmeisterschaften in Doha 2019 erreichte sie in 16:08,16 min den achten Rang. Anschließend wurde sie bei der Sommer-Universiade in Neapel in 16:03,57 min Siebte.
Tomomi Musembi Takamatsu absolviert ein Studium an der Meijō-Universität, für deren Universitätsteam sie auch bei den populären Ekiden-Läufen antritt. Sie ist Tochter einer japanischen Mutter und des ehemaligen kenianischen Marathonläufers Maxwell Musembi. Ihre ältere Schwester Nozomi war als Juniorin ebenfalls als Langstreckenläuferin aktiv, unter anderem siegte sie bei den Olympischen Jugendspielen 2014 über 3000 Meter.
2018 wurde Takamatsu japanische Meisterin im 1500-Meter-Lauf.

## Persönliche Bestleistungen
- 1500 Meter: 4:16,52 min, 28. Juni 2019 in Fukuoka
- 3000 Meter: 8:58,63 min, 20. Mai 2018 in Osaka
- 5000 Meter: 15:26,76 min, 1. Dezember 2018 in Yokohama